# Les Parias du cinéma
Pour plus de détails, voir Fiche technique et Distribution.
Les Parias du cinéma est un film documentaire helvéto-burkinabé réalisé par Idrissa Ouedraogo, sorti en 1997.

## Synopsis
Dans le cadre du projet Locarno demi-siècle, des réflexions sur l'avenir, Idrissa Ouedraogo nous fait part de sa vision de l'avenir du cinéma.
« L'état du cinéma dans le monde est un vaste question... Moi, je préfère parler de mon cinéma, des cinémas de l'Afrique, de leur relation avec le monde ».

## Fiche technique
- Titre : Les Parias du cinéma
- Réalisation : Idrissa Ouedraogo
- Image : Alain Ducousset
- Son: Didier Leclerc
- Montage : Marie Lecoeur
- Producteur : Idrissa Ouedraogo
- Société de production : Waka films
- Distribution : P.O.M Films
- Pays d'origine :  Burkina Faso /  Suisse
- Genre : documentaire-société/essai
- Durée : 6 minutes
- Date de sortie : 1997